# Somatidia pinguis
Somatidia pinguis är en skalbaggsart som beskrevs av Thomas Broun 1913. Somatidia pinguis ingår i släktet Somatidia och familjen långhorningar. Inga underarter finns listade i Catalogue of Life.